# 山腹を下ろう
山腹を下ろう(down the mountain side wego)は、アメリカのフォークソングである。原曲はフランス民謡のユッパイディ。

## 概要
おもちゃの音源やツインバード製のからくり時計などにこのメロディが使われている。

メロディiCでは、YL007Bや、HONSITAK製のHK228-2に使用されている。

## 派生作品
- 愉快なスカウト - ボーイスカウトの曲。